# Dépouillement
 (juillet 2014).
Si vous disposez d'ouvrages ou d'articles de référence ou si vous connaissez des sites web de qualité traitant du thème abordé ici, merci de compléter l'article en donnant les références utiles à sa vérifiabilité et en les liant à la section « Notes et références ».
Un dépouillement est le relevé d'un inventaire :
- plus spécifiquement le terme est utilisé pour le décompte des suffrages lors d'un vote ;
- en généalogie, le terme désigne un relevé par un individu isolé ou une association généalogique de tous les actes d'un registre paroissial ou d'état civil avec transcription plus ou moins complète et exhaustive des informations.

## Dépouillement électoral
Le dépouillement est une opération sensible. Une mauvaise opération, par exemple une irrégularité, peut conduite à une annulation,.

### Risque
Dans certains pays, des risques de fraude existent au cours d'un dépouillement,

### Procédure
Aux États-Unis, chaque État a ses propres procédures e dépouillement.
En France, le dépouillement des bulletins de vote est public.